# Lepthyphantes neocaledonicus
Lepthyphantes neocaledonicus är en spindelart som beskrevs av Lucien Berland 1924. Lepthyphantes neocaledonicus ingår i släktet Lepthyphantes och familjen täckvävarspindlar.
Artens utbredningsområde är Nya Kaledonien. Inga underarter finns listade i Catalogue of Life.